# Peñarroya-Pueblonuevo Club de Fútbol
El Peñarroya-Pueblonuevo Club de Fútbol es un equipo de fútbol de Peñarroya-Pueblonuevo (Córdoba) España.

## Historia
El Peñarroya-Pueblonuevo CF. fue fundado en el año 1947, como consecuencia de la fusión de la Unión Deportiva y el Sporting Club de
Peñarroya. Desde la temporada 1947/1948 intervino en la Primera Regional hasta la temporada 51-52 en la que logró el ascenso a la Tercera División, estando doce temporadas en esa categoría. Por aquella época fue Campeón de Andalucía de Aficionados varias veces, disputando por tanto el Campeonato de España de Aficionados, donde alcanzó en dos ocasiones las semifinales llegando a disputar una vez la gran final que se disputó en el estadio de Chamartín, perdiéndola 
con el resultado de 4-2 a favor del Real Madrid. Aquella gesta fue un verdadero éxito, jamás igualado por ningún equipo cordobés de esa categoría. También estuvo muy cerca de subir a Segunda División en la temporada 54-55, pero en el partido decisivo, que se jugó en Utrera, el Peñarroya perdió 2-1 y quedó a las puertas de la categoría de plata. Tal vez el punto álgido de su historia estuviese en aquellas semifinales del Campeonato de Aficionados y en sus eliminatorias frente al Salamanca y el Barcelona, a los cuales eliminó, proclamándose subcampeones nacionales. Otro detalle importante en su historia fueron los enfrentamientos ante el Córdoba en la década de los 50 cuando mineros y cordobeses disputaban la Tercera 
División. En aquellos encuentros, que eran auténticos derbis llenos de pasión, el Peñarroya siempre consiguió superar al Córdoba y hasta la fecha es el único conjunto de la provincia al que los de la capital nunca han conseguido superar en competición oficial. Estos éxitos tuvieron nombre y apellidos, Presidentes,
Directivas, Jugadores: Los Parrilla, Usagre, Castell,
Ríos, Germán, Efrén, Noriega, Antoñín Fernández, Pepin
de la Nieves, Pizarro, Romero, Avelino, Félix, Félix Cano
y tantos y tantos que se pusieron esa digna camiseta, así como los aficionados locales, que siempre llenaron el viejo Casas Blancas, donde animaban constantemente.
El Peñarroya viste camiseta roja y pantalón azul.
En la temporada 2009-2010 ha conseguido un histórico
ascenso a la Tercera División, categoría a la que regresa tras casi medio siglo ausente.

## Estadio
El campo de fútbol continúa siendo el vetusto Casas Blancas que ha sido remodelado, pasando a ser su superficie de césped artificial, también han sufrido mejoras sus gradas que dan cabida a un aforo de unos 2000 espectadores.

## Temporadas
| Temporada | Tier | División   | Posición | Copa del Rey |
| --------- | ---- | ---------- | -------- | ------------ |
| 1950–54   | 4    | Regional   | —        |              |
| 1954/55   | 3    | 3.ª        | 3rd      |              |
| 1955/56   | 3    | 3.ª        | 3rd      |              |
| 1956/57   | 3    | 3.ª        | 5th      |              |
| 1957/58   | 3    | 3.ª        | 20th     |              |
| 1958/59   | 4    | Regional   | —        |              |
| 1959/60   | 3    | 3.ª        | 12th     |              |
| 1960/61   | 3    | 3.ª        | 6th      |              |
| 1961/62   | 3    | 3.ª        | 12th     |              |
| 1962/63   | 3    | 3.ª        | W        |              |
| 1963–01   | 5    | Regional   | —        |              |
| 2001/02   | 5    | Reg. Pref. | 13th     |              |

| Temporada | Tier | División   | Posición | Copa del Rey |
| --------- | ---- | ---------- | -------- | ------------ |
| 2002/03   | 5    | Reg. Pref. | 5th      |              |
| 2003/04   | 5    | Reg. Pref. | 9th      |              |
| 2004/05   | 5    | 1.ª And.   | 15th     |              |
| 2005/06   | 6    | Reg. Pref. | —        |              |
| 2006/07   | 5    | 1.ª And.   | 14th     |              |
| 2007/08   | 5    | 1.ª And.   | 11th     |              |
| 2008/09   | 5    | 1.ª And.   | 6th      |              |
| 2009/10   | 5    | 1.ª And.   | 1st      |              |
| 2010/11   | 4    | 3.ª        | 19th     |              |
| 2011/12   | 5    | 1.ª And.   | 15th     |              |
| 2012/13   | 6    | Reg. Pref. | 10th     |              |
| 2013/14   | 6    | Reg. Pref. | —        |              |
| 2014/15   | 5    | 1.ª And.   | 15th     |              |
| 2015/16   | 5    | 1.ª And.   | 15th     |              |

- 9 temporadas en Tercera División

## Palmarés
- Subcampeón del Campeonato de España de Aficionados (1): 1960.